# Gare de Thénia
Pour les articles homonymes, voir Thénia (homonymie).
La gare de Thénia, est une gare ferroviaire algérienne, située sur le territoire de la commune de Thénia, dans la wilaya de Boumerdès.
Située à 55 km à l'est d'Alger, c'est une importante gare de transit des trains grandes lignes vers l'est de l'Algérie : Annaba, Batna, Constantine, Skikda, Tébessa et Touggourt ; des trains régionaux vers Béjaïa et Bouira et des trains de la banlieue d'Alger en direction de Tizi Ouzou. C'est une des premières gares algériennes par le nombre de passagers en correspondance[réf. nécessaire].

## Situation

### Situation ferroviaire
Établie à 274 mètres d'altitude, la gare de Thénia est située au point kilométrique (PK) 53,5 sur la ligne d'Alger à Skikda, où elle est précédée de la gare de Tidjelabine et suivie de celle de Souk El Had. Elle est aussi la gare origine de la ligne de Thénia à Oued Aïssi, ou elle est suivie de la gare de Si Mustapha.

### Situation géographique
La gare de Thénia est située à l'entrée Ouest de la ville de Thénia, où elle est au centre de plusieurs quartiers. Elle dessert notamment l'hôpital de Thénia et le barrage de Thénia.

## Histoire

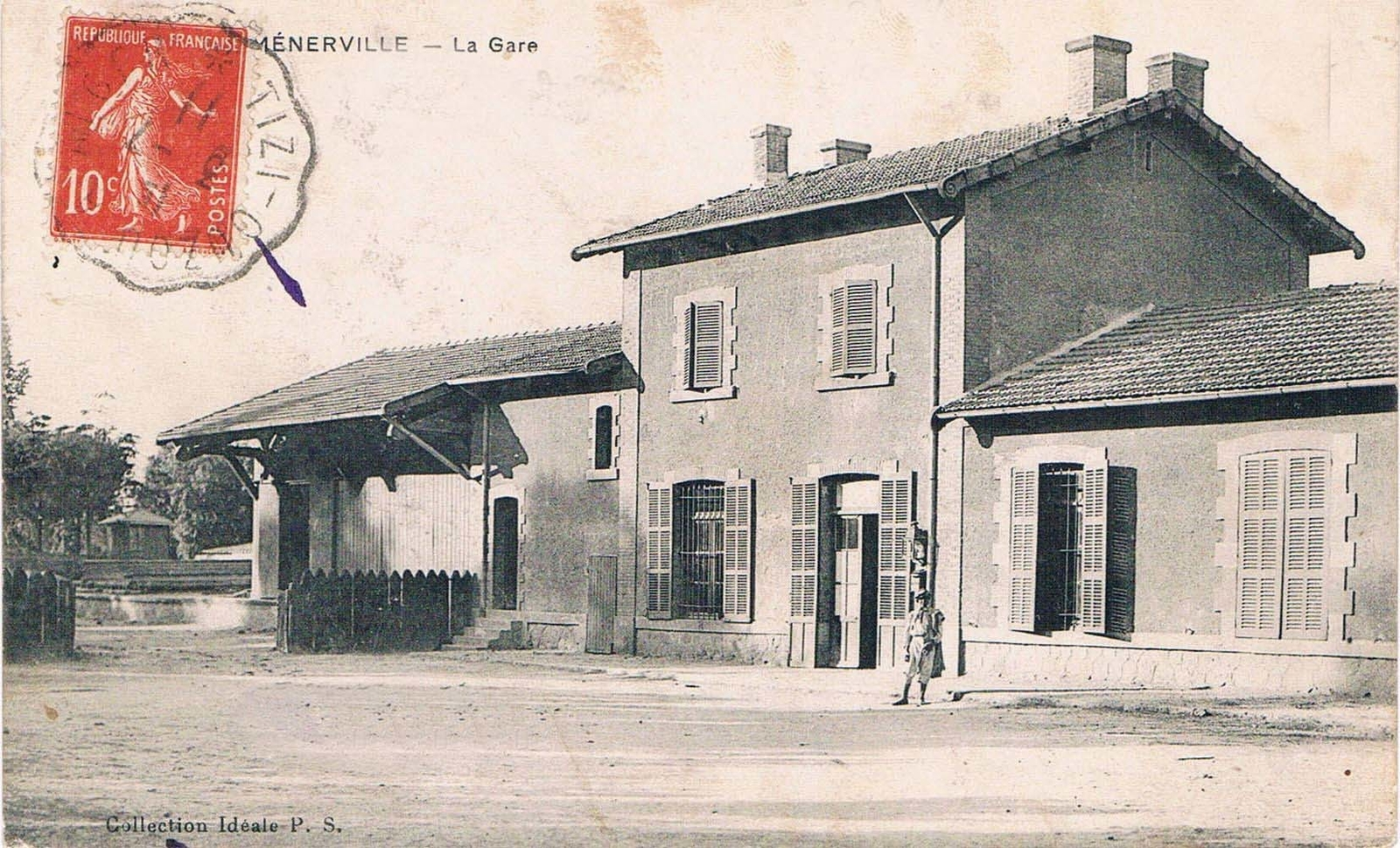
Vue du bâtiment voyageurs de la gare de Ménerville au début du XXe siècle.

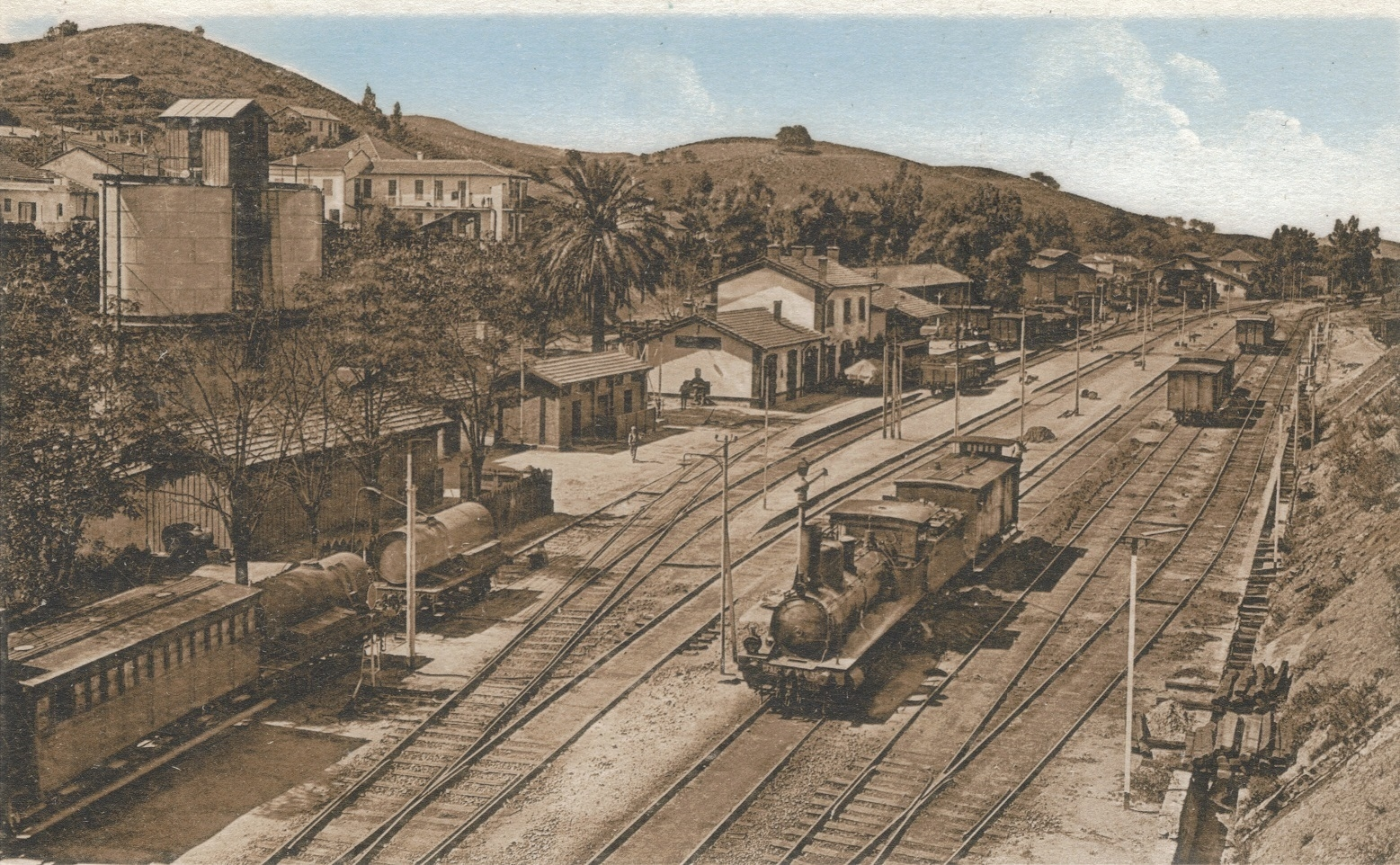
Vue de l'intérieur de la gare de Ménerville au début du XXe siècle.

Construite à l'emplacement d'une première gare du nom de gare de Ménerville, la gare de Thénia remplace la gare de Ménerville qui a été fermée en 1962[pas clair].
Elle a été mise en service initialement le 13 juin 1880 dans le cadre d'une opération d'aménagement urbain qui a vu la création du centre-ville de la commune de Ménerville, l'un des plus grands centres de colonisation européenne en Algérie, avec la route nationale RN5 située en face de la gare, sur le boulevard du colonel M'Hamed Bougara, un important axe routier reliant la capitale Alger à l'est de l'Algérie.
C'est en 1880 que fut décidée, à Thénia, la donation de terrains par le maire Paul Just à la Compagnie des chemins de fer de Paris à Lyon et à la Méditerranée qui confie les travaux à la Compagnie de l'Est algérien pour la construction de la gare. Ce don spontané fit prendre un essor décisif à la  petite ville de Thénia, où la halte des diligences devint celle des trains à vapeur.
C'est ainsi que la gare ferroviaire de Thénia fut construite en 1880, mais la voie du chemin de fer d'Alger à Thénia ne fut ouverte qu'en 1881. En effet, c'est le 25 septembre 1881 que fut ouverte la section de Boudouaou à Thénia du chemin de fer allant d'Alger jusqu'à Constantine.
La construction et l'exploitation de cette ligne ferroviaire allant d'Alger à Constantine furent concédées à la Compagnie de l'Est algérien par des lois et des décrets successifs, dont la loi et le décret du 3 décembre 1878 portant sur le tronçon allant de Boudouaou jusqu'à Thénia. Ce tronçon ferroviaire allant de Boudouaou jusqu'à Thénia fut livré le 25 septembre 1881.
Entretemps, un embranchement ferroviaire allait permettre la liaison de Thénia vers Tizi Ouzou sur 51 km dans le cadre du deuxième plan de développement des chemins de fer en Algérie adopté par la loi du 18 juillet 1879.
Quant à liaison ferroviaire de Thénia à Sétif qui permettait enfin de relier Alger à Constantine, elle ne fut entamée qu'après la promulgation du décret du 2 août 1880. La mise en service de cette liaison ferroviaire de Thénia à Sétif eut lieu par tronçons entre le 1er novembre 1882 et le 3 novembre 1886.
Le 13 juin 1880, ouverture de la gare aux marchandises. Son fonctionnement dépassant fortement les prévisions de fréquentation initiales, aussi bien en passage qu'en destination de voyage, la gare de Thénia a été restructurée de 1981 à 1987 en augmentant le nombre des quais et en révisant sa desserte depuis l'extérieur.

## Service des voyageurs

### Desserte
La gare de Thénia est desservie par :
- les trains grandes lignes des liaisons :
  - Alger - Annaba[3] ;
  - Alger - Tébessa[4] ;
  - Alger - Touggourt[5] ;
- les trains régionaux des liaisons :
  - Alger - Béjaïa[6] ;
  - Alger - Bouira[7] ;
- les trains du réseau ferré de la banlieue d'Alger des liaisons :
  - Alger - Thénia[8] ;
  - Alger - Oued Aïssi[9] ;
  - Thénia - Oued Aïssi[10].

## Projets

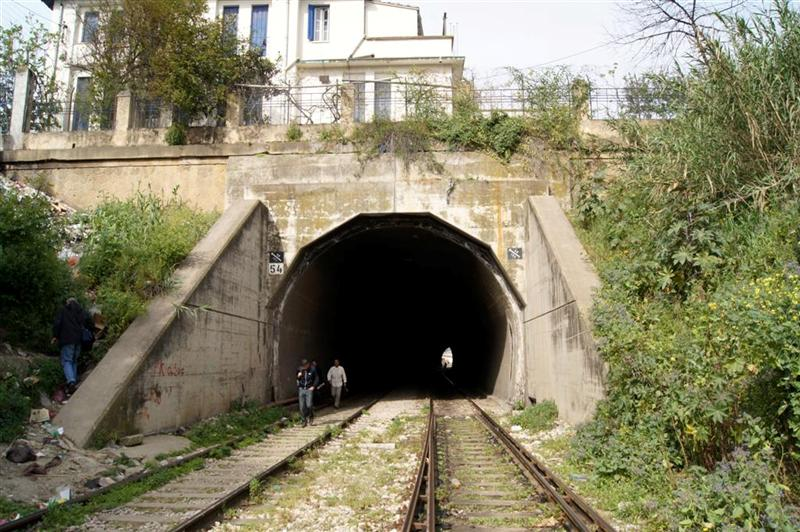
Tunnel de Thénia dans le centre-ville.

Plusieurs projets avaient été à l'étude pour faire face à la saturation de la gare. Trois projets ont particulièrement retenu l'attention :
- la création d'un second tunnel sous Thénia pour réceptionner l'ouvrage des tunnels de Thénia[Quoi ?] ;
- le dédoublement de la voie ferrée vers Tizi Ouzou[11] :
  - dans le cadre de l’amélioration du transport de la périphérie d’Alger, l’État a préconisé le projet de la modernisation de la ligne ferroviaire Thénia - Tizi Ouzou avec électrification jusqu'à Oued Aïssi, ce dernier met à la disposition de plus de quatre millions de voyageurs un moyen de transport fiable sécurisé et rapide (160 km/h).
- de dédoublement de la voie ferrée vers Bouira.

## Dépôts
Il existe plusieurs dépôts et ateliers de matériels roulants à Thénia.